# 安裕
安裕（アン・ユ、朝鮮語: 안유、1243年 - 1306年9月12日）は、高麗の朱子学者。のちに安珦（アン・ヒャン、朝鮮語: 안향）と改名。字は士蘊、号は晦軒、諡号は文成。本貫は順興安氏。

## 人物
慶尚道興州（現在の慶尚北道栄州市）出身。科挙に及第し、官位は都僉議中賛に上った。13世紀後半、忠烈王により高麗儒学提挙に推挙され、元に留学し、「朱子全書」を筆写した。帰国後は、高麗に初めて朱子学を広め、研究興隆の基礎を築いた。また衰退していた国子監を整備し、儒生の育英制度を設けた。号の「晦軒」は、朱熹の号「晦庵」から一字を採ったものである。